# Songs to No One 1991-1992
Songs to No One 1991-1992 è un album di raccolta dei musicisti Jeff Buckley e Gary Lucas, pubblicato nel 2002. Il disco contiene registrazioni varie dei due artisti datate 1991-1992.

## Tracce
1. Hymne à l'amour – 11:30
2. How Long Will It Take – 5:17
3. Mojo Pin – 5:44
4. Song to No One – 3:41
5. Grace – 4:15
6. Satisfied Mind – 3:24
7. Cruel – 5:29
8. She Is Free – 4:30
9. Harem Man – 5:45
10. Malign Fiesta (No Soul) – 4:21
11. Grace (live) – 6:27